# Sionismo general
Sionismo general fue inicialmente el término empleado por los miembros de la Organización Sionista Mundial que no se habían unido a una facción determinada o algún partido específico, perteneciendo solamente a las organizaciones sionistas de sus respectivos países. A medida que transcurrieron los años, los sionistas generales también crearon instituciones ideológicas y formaron la Organización de Sionistas Generales, establecida en 1922 como el partido de centro del movimiento sionista. Más tarde fue creada la Organización Mundial de los Sionistas Generales, que dio lugar a los movimientos juveniles sionistas (Tnuot Noar) Hanoar Hatzioni e Israel Hatzeira. Los preceptos de los sionistas generales incluían un sionismo al estilo de Basilea, exento de posicionamientos ideológicos, es decir, con primacía del sionismo sobre cualquier interés clasista, partidista o personal.